# Sarnia
Sarnia ist eine Stadt in Kanada im südwestlichen Teil des Bundesstaats Ontario an der Grenze zu den USA mit 71.594 Einwohnern (Stand: 2016). Ihre Bevölkerungszahl im Jahr 2011 war 72.366.
Sie ist die größte Stadt am Ufer des Huronsees im Lambton County. Sarnia liegt am östlichen Ufer des St. Clair River zwischen dem Huronsee und dem Eriesee, unmittelbar am Ausfluss des Huronsees in den St. Clair River. Gegenüber liegt Port Huron, Michigan, USA. Der Naturhafen der Stadt gefiel dem französischen Forscher La Salle, als er sie erstmals am 23. April 1679 besuchte. Wegen des Flusses und der Seen, die dort einen Knoten bilden, hatte er einige Schwierigkeiten mit der Navigation seines Schiffs Le Griffon.
Dies war das erste Mal, dass sich etwas anderes als ein Kanu oder andere ruderangetriebene Schiffe auf den Lake Huron wagte, und so keimte auf seiner Reise in ihm der Wunsch, die kommerzielle Schifffahrt auf den Großen Seen voranzubringen.

## Geschichte
In den frühen 1830er Jahren begründeten erste Siedler einen Ort namens „The Rapids“ in der Gegend. 1836 wurde der Ortsname in Port Sarnia umgeändert. 1856 bekam der Ort das Stadtrecht; 1914 wurde der amtliche Name zu City of Sarnia abgeändert.
1991 wurden die beiden Orte Sarnia und das nahegelegene Clearwater zur City of Sarnia-Clearwater zusammengelegt. Am 1. Januar 1992 wurde der Name der fusionierten Stadt wiederum zu City of Sarnia abgeändert.

## Lage und Klima
Sarnia befindet sich am östlichen Ufer des Lake Huron gelegen am südlichsten Punkt, welcher in den St. Clair River mündet. Die Umgebung ist relativ flach und reicht von 169 bis zu 281 Metern über dem Meeresspiegel. Die Stadt ist kein Teil vom Canadian Shield und liegt ca. 290 Kilometer westlich von Toronto sowie ca. 106 Kilometer nördlich von Detroit. Auf der anderen Uferseite befindet sich die US-amerikanische Stadt Port Huron.
Aufgrund ihrer südlichen Lage verfügt die Stadt über ein warmes Klima. Die durchschnittlichen Temperaturen betragen:
- Zwischen Januar und April: -1 bis 11 Grad Celsius
- Zwischen Mai und Juli: 18 bis 26 Grad Celsius
- Zwischen August und Oktober: 14 bis 25 Grad Celsius
- Zwischen November und Dezember: 1,1 bis 7,6 Grad Celsius

In der Regel sind die Sommer heiß und trocken. So ist es nicht selten, dass Temperaturen in den Sommermonaten deutlich über 30 Grad erreicht werden.

## Wirtschaft und Infrastruktur

### Wirtschaft

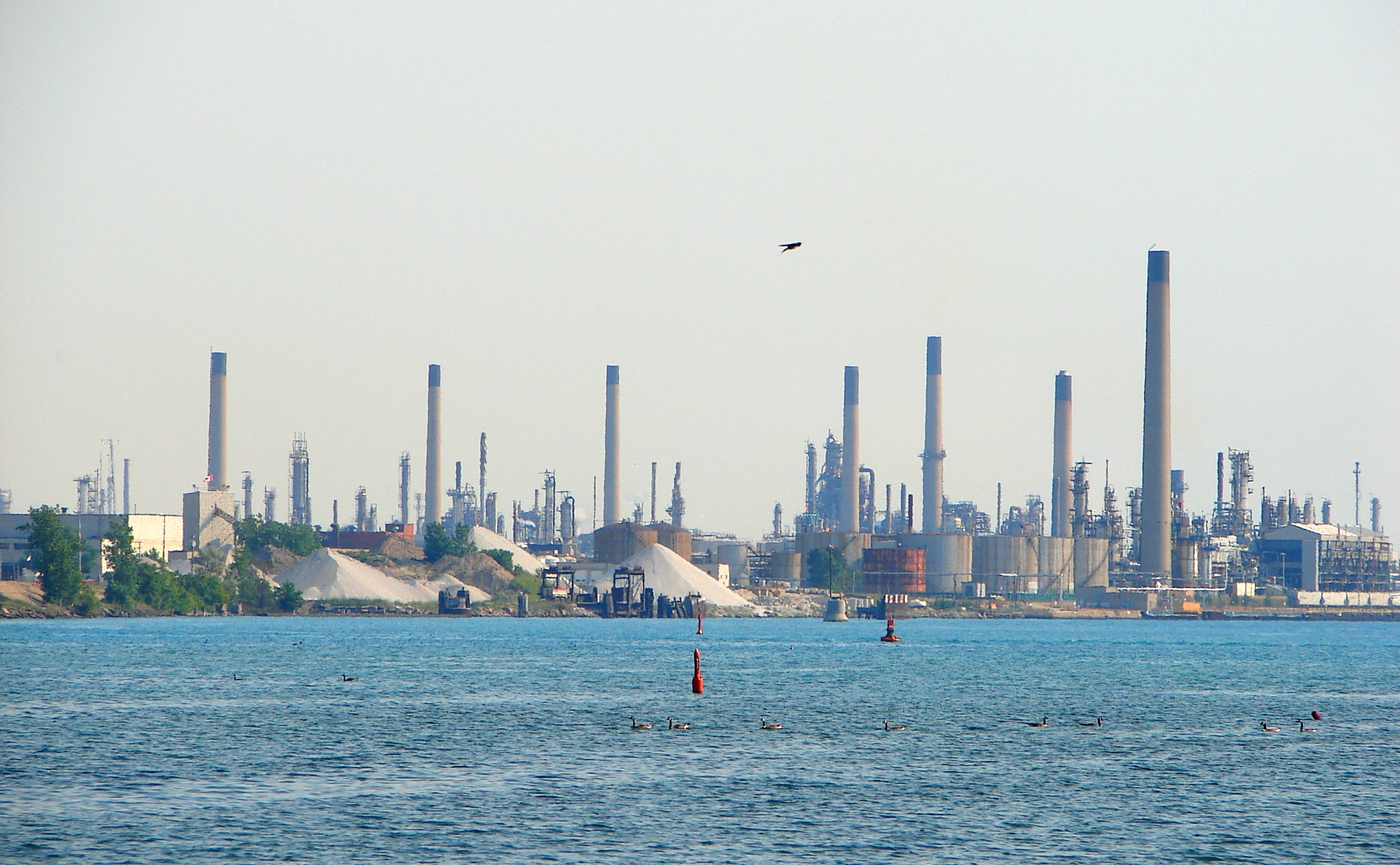
Petrochemische Industrie in Sarnias Chemical Valley

Die Wirtschaft von Sarnia ist vor allem durch die Chemie- und Mineralölindustrie geprägt. 62 Produktionsstandorte und Raffinerien tragen wesentlich zu den Einnahmen der Stadt bei. In den Raffinerien und anderen Produktionsstandorten werden ca. 8000 Mitarbeiter beschäftigt. Hinzu kommen weitere 45.000 Mitarbeiter in anderen Unternehmen der Branche. In der Stadt befindet sich auch die Sarnia Photovoltaic Power Plant, die von Enbridge betrieben wird. Mit der Solarzellenanlage wurden im Jahre 2010 um die 97 Megawatt an Strom gewonnen, was die Anlage zur größten auf der Welt machte.
In der Stadt befinden sich zwei größere Shopping Malls. Dazu gehören die Lambton Mall mit 72 Geschäften und das Bayside Centre mit vierzehn Geschäften. Im Bayside Centre befinden mehrere behördliche Büros und Arztpraxen sowie eine Kunstgalerie. Neben diesen Einkaufszentren verteilen sich in der Stadt mehrere große Supermärkte sowie kleinere spezialisierte Geschäfte.
Im Nordosten der Gemeinde liegt der örtliche Flughafen, der Sarnia Chris Hadfield Airport, mit seinen zwei Start- und Landebahnen. Durch Nav Canada wird der Flughafen als Airport of Entry klassifiziert und es sind dort Beamte der Canada Border Services Agency (CBSA) stationiert, damit ist hier eine Einreise aus dem Ausland zulässig.

### Bildung
Das Lambton Kent District School Board ist für siebzehn Schulen, die von der Grundschule bis zur High School (Klasse 12) führen, zuständig. Das St. Clair Catholic District School Board ist für die 9 katholischen Schulen zuständig, die auch bis zur Klasse 12 führen.
Das Lambton College ist eines von 21 Hochschulen in Ontario für Applied Arts and Technology. Es ist die einzige Hochschule in der Stadt und bietet zweijährige Studienprogramme und Diplome an. An der Hochschule sind 3500 Studenten eingeschrieben, hinzu kommen ca. 8000 Studenten, die in Teilzeit studieren.

### Medien
Die größte Tageszeitung in der Stadt ist der Sarnia Observer, welcher von Osprey Media, welches zu Sun Media gehört und somit ein Tochterunternehmen von Quebecor. Daneben erscheinen weitere Printmedien in der Stadt wie This Week. Daneben das monatlich erscheinende Wirtschaftsmagazin First Monday, das von Huron Web Printing and Graphics herausgegeben wird.
In der Stadt befinden sich vier Radiosender, die über eigene Studios in der Stadt verfügen. Dazu gehören zwei Sender von CHOK 103.9FM und 1070AM, The Fox 99.9FM und K106.3FM. Größere Fernsehstudios gibt es in Sarnia nicht. Das meiste wird über digitale Kabelnetze aus anderen Städten über einen Netzbetreiber, TVCogeco, eingespeist. Dieser betreibt ein lokales Fernsehstudio in der Stadt.

## Persönlichkeiten
In Sarnia geboren wurden:
- Doug Armstrong (* 1964), Eishockeyfunktionär
- Shawn Burr (1966–2013), Eishockeyspieler
- Jamie Chamberlain (* 1981), Eishockeyspieler
- David Chilton (* um 1963), Schriftsteller, Autor von The Wealthy Barber
- Dino Ciccarelli (* 1960), Eishockeyspieler
- Susan Clark (* 1940), Schauspielerin und Filmproduzentin
- Mike Crombeen (* 1957), Eishockeyspieler
- Lance Evers (* 1969), als Wrestler bekannt unter dem Namen Lance Storm
- Scott Foster (* 1982), Eishockeyspieler
- Brian Francis, Schriftsteller (Fruit)
- Jamie Fraser (* 1985), Eishockeyspieler
- Kerry Fraser (* 1952), Eishockeyschiedsrichter
- Mike Gardiner (* 1965), Baseballspieler
- Ted Garvin (1923–1992), Eishockeyspieler und -trainer
- Sara Gross (* 1976), Duathletin, Triathletin und Ironman-Siegerin (2014)
- Chris Hadfield (* 1959), Astronaut; der Flughafen von Sarnia ist nach ihm benannt. Er war der erste kanadische Astronaut, der einen Weltraumausstieg unternahm.
- Jamie Hislop (* 1954), Eishockeyspieler, -trainer, -funktionär und -scout
- Dustin Jeffrey (* 1988), Eishockeyspieler
- Sunny Leone (* 1981), indisch-kanadisches Model, Schauspielerin und Pornodarstellerin
- Dave Madden (1931–2014), Schauspieler; spielte Reuben Kincaid bei The Partridge Family.
- Cameron Mathison (* 1969), Schauspieler (All My Children)
- Mary McGeachy (1901–1991), Diplomatin und Frauenrechtlerin
- Pauline Mills McGibbon (1910–2001), der 22. Lieutenant Governor von Ontario (1974–1980)
- Sid Meier (* 1954), US-amerikanischer Designer von Computerspielen
- Wayne Merrick (* 1952), Eishockeyspieler
- Kim Mitchell (* 1952), Gitarrist und Rockmusiker
- Steve Molitor (* 1980), Boxer
- Harry Neale (* 1937), Eishockeykommentator bei der CBC
- Rob Palmer (1956–2023), Eishockeyspieler
- Marie Prevost (1896–1937), Schauspielerin
- Katherine Ryan (* 1983), Komikerin, Autorin, Moderatorin und Schauspielerin
- Dave Salmoni (* 1975), Zoologe, Tiertrainer, TV-Moderator und Filmregisseur
- R. Murray Schafer (1933–2021), Komponist, Klangforscher und Autor
- Jason Simon (* 1969), Eishockeyspieler
- Rene Simpson (1966–2013), Tennisspielerin
- Brad Smulders (* 1983), niederländisch-kanadischer Eishockeyspieler
- Mike Stapleton (* 1966), Eishockeyspieler
- Pat Stapleton (1940–2020), Eishockeyspieler
- Pat Verbeek (* 1964), Eishockeyspieler
- Mike Weir (* 1970), Profigolfer (PGA TOUR)
- Paul Wells (* 1966), Journalist
- John Wing, Jr., Comedian und Autor
- Donovan Woods, Liedermacher („Singer-Songwriter“)
- Paul Ysebaert (* 1966), Eishockeyspieler

Anderweitig mit Sarnia verbunden sind:
- Andy Brandt (* 1938), früherer Parteivorsitzender der Progressive Conservative Party of Ontario, ehemaliger CEO der LCBO. Brandt war von 1971 bis 1974 alderman und von 1975 bis 1980 Bürgermeister von Sarnia.
- James Doohan (1920–2005), Schauspieler („Scotty“ bei Star Trek), besuchte als high school das Sarnia Collegiate Institute and Technical School (SCITS).
- Marian Engel (1933–1985), Schriftstellerin.
- Alexander Mackenzie (1822–1892), zweiter Premierminister von Kanada (1873–1878); nach ihm ist eine von Sarnias high schools benannt; er ist am Lakeview Cemetery in Sarnia begraben.[8][9]
- George Andrew Olah, US-amerikanischer Chemiker ungarischer Herkunft, Chemie-Nobelpreisträger von 1994. Er arbeitete ab 1957 acht Jahre lang bei Dow Chemical in Sarnia.
- Tony McKegney (* 1958), Eishockeyspieler; er war in Montreal geboren, wuchs aber in Sarnia auf.
- Patricia Rozema (* 1958), Filmregisseurin. Sie war in Kingston geboren, wuchs aber in Sarnia auf.
- Mike Stevens (* 1957), Mundharmonikaspieler mit häufigen Auftritten bei Grand Ole Opry
- Keegan Connor Tracy (* 1971), Schauspielerin, geborene Tracy Armstrong; besuchte die St. Patrick’s High School in Sarnia.